# Fatima al-Shifa al-Sanussi
Fatima al-Shifa al-Sanussi, född 1911 i Kufra i Libyen, död 3 oktober 2009 i Kairo i Egypten, var drottning av Libyen från landets självständighet från Italien år 1951 och fram till år 1969, då monarkin avskaffades efter en militärkupp som leddes av Muammar al-Gaddafi. Fatima var gemål till kung Idris I. De levde i exil efter kuppen år 1969. Idris I avled f.ö. år 1983.

## Biografi
Fatima föddes vid Kufra-oasen som dotter till Ahmad al-Sharif, Kalifens representant i Nordafrika och den tredje ledaren för Sanussiorden, som var känd för sitt motstånd mot fransk och italiensk kolonialism. 1929 flydde hon via kamel till Egypten undan marskalk Graziani. Hon gifte sig med sin släkting och faderns efterträdare, Idris, i Siwa år 1931. Hennes enda barn, en son, föddes och dog en dag gammal år 1953. 

### Drottning
Fatima beskrivs som charmerande och taktfull och som Idris stöd, och deras relation beskrivs som lycklig. År 1951 blev hon Libyens drottning. Paret ska ha levt jämförelsevis enkelt, delvis på grund av religiösa skäl - deras sommarpalats var en tvårumsbungalow av lera. 
En konflikt uppstod på 1950-talet då Idris rådgivare, Ibrahim al-Shelhi, ryktades ha planer på att övertala Idris att skilja sig från Fatima och gifta sig med hans dotter: detta rykte gjorde att Shelhi år 1954 blev mördad av Fatimas brorson, som sedan blev avrättad på Idris order. Idris beslöt att gifta om sig för att kunna få barn, och Fatima utsåg då två kvinnor som kandidat till att bli hans brud; Idris valde dock i stället en egyptier, Aliya, och gifte sig med henne 1955. Fatima vägrade dock att flytta ut ur det kungliga residenset i Tobruk, eftersom någon skilsmässa inte hade förekommit, och efter några månader försonades paret. De blev fosterföräldrar åt flera släktingars barn, och adopterade en algerisk flicka, Suleima, vars far dött i strid mot Frankrike. 
Drottning Fatima beskrivs som lättsam och barnkär, med elegant men samtidigt enkel smak, och med en förmåga att få människor att slappna av. Hon intervjuades i Benghazi 1954 av Nel Slis, som beskrev hennes ställning. Fatima hade fått en progressiv uppfostran och under sin ungdom spelat tennis med män klädd i shorts, men i egenskap av drottning förväntades hon leva enligt ett ideal av strikt muslimsk könssegregation, något de flesta kvinnor i Libyen på 1950-talet gjorde, även inom överklassen. Hon tyckte om att klä sig i Christian Diors design och bar moderna kläder offentligt då hon besökte västvärlden, men i Libyen spelade hon ingen offentlig roll utan levde isolerad i sin privatbostad i Benghazi. Hon förklarade att det skulle ta lång tid innan kvinnor i Libyen skulle uppnå frigörelse, men att hon var övertygad om att nästa generations kvinnor skulle kunna få studera och resa utomlands. Hon träffade dock till exempel hustrur till utländska diplomater, och under besök i utlandet deltog hon i offentlig representation obeslöjad.

### Senare liv
År 1969 befann de sig i Turkiet då kuppen i Libyen avskaffade monarkin. Deras egendom i Libyen konfiskerades och de förklarades för profitörs-tyranner. De saknade pengar och accepterade president Nassers erbjudande om asyl i Kairo, där de fick leva på en pension från egyptiska staten. 
År 1971 blev de ställda inför rätta i Libyen i sin frånvaro: Fatima dömdes till fem års fängelse och Idris till döden. Hon rapporterats ha funnit sig i händelserna med jämnmod, även om hon ansåg att Idris blivit illa behandlad. Hon fick 2007 sitt hus i Tripolis återlämnad av libyska staten.